# Anosia klugii
Anosia klugii är en fjärilsart som beskrevs av Butler 1886. Anosia klugii ingår i släktet Anosia och familjen praktfjärilar. Inga underarter finns listade i Catalogue of Life.